# Falchion
Falchion (/ˈfɔːltʃən/; starofrancouzsky: fauchon; latinsky: falx, „srp“) je historická sečná zbraň, která se používala od vrcholného středověku přes pozdní středověk až po ranou renesanci, tedy zhruba od 12. století až do 16. století. V německy mluvících zemích byla tato zbraň známá jako Malchus.

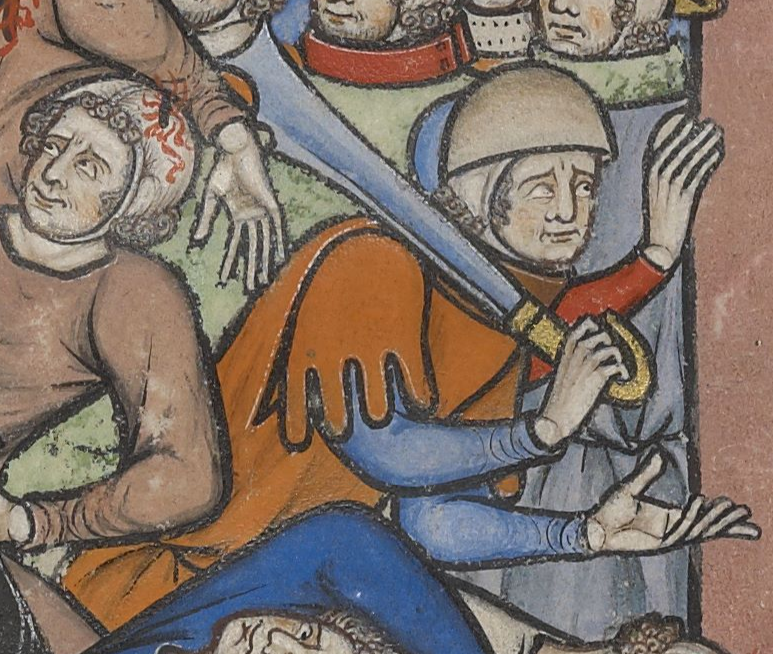
Výjev z Křižácké bible: zvláštní typ falchionu tzv. Godenak, připomínající novodobé mačety.

Jedná se o jednosečný jednoruční meč evropského původu. Zbraň se používala v různých formách; Některé typy připomínají spíše seax, některé zase šavle a jiné spíše mačety s křížovou záštitou. Některé pozdější byly velmi zdobené a používané šlechtou.
Historické prameny dokládají, že falchiony byly celkem rozšířené a běžně používané křižáky. Zobrazuje je dokonce i samotná Křižácká bible. Celkově jsou hojně zastoupeny ve středověké ikonografii.

## Typy
Čepele se napříč kontinentem a časem značně lišily. Téměř vždy však byly jednosečné s mírným zakřivením směrem ke špici. Díky tomuto tvaru, bylo na konci ostří možné vyvinout daleko větší sílu, čímž se falchion vlastně proměnil v jakéhosi křížence meče a sekery. Většina z nich byla také opatřena jílcem a záštitou na způsob běžně používaných mečů.

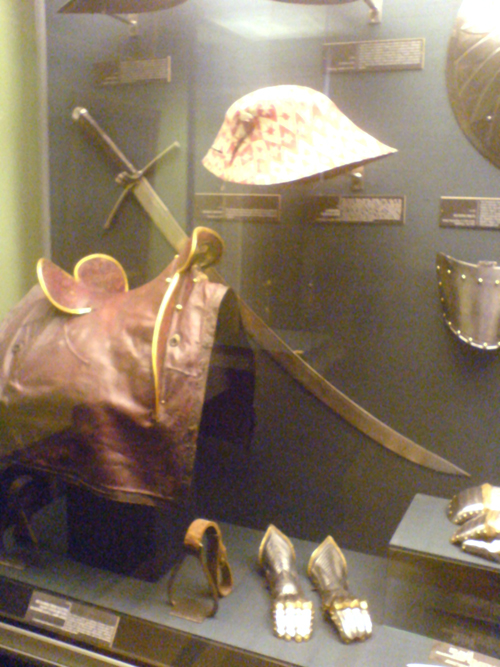
Kriegmesser uložený v Kunsthistorisches Museum ve Vídni

Na rozdíl od mečů se do dnešních dnů dochovalo jen málo původních falchionů; v současnosti je znám méně než tucet exemplářů.
V západní Evropě existovala i řada zbraní podobných falchionům, např. Messer.

### Thorpe falchion

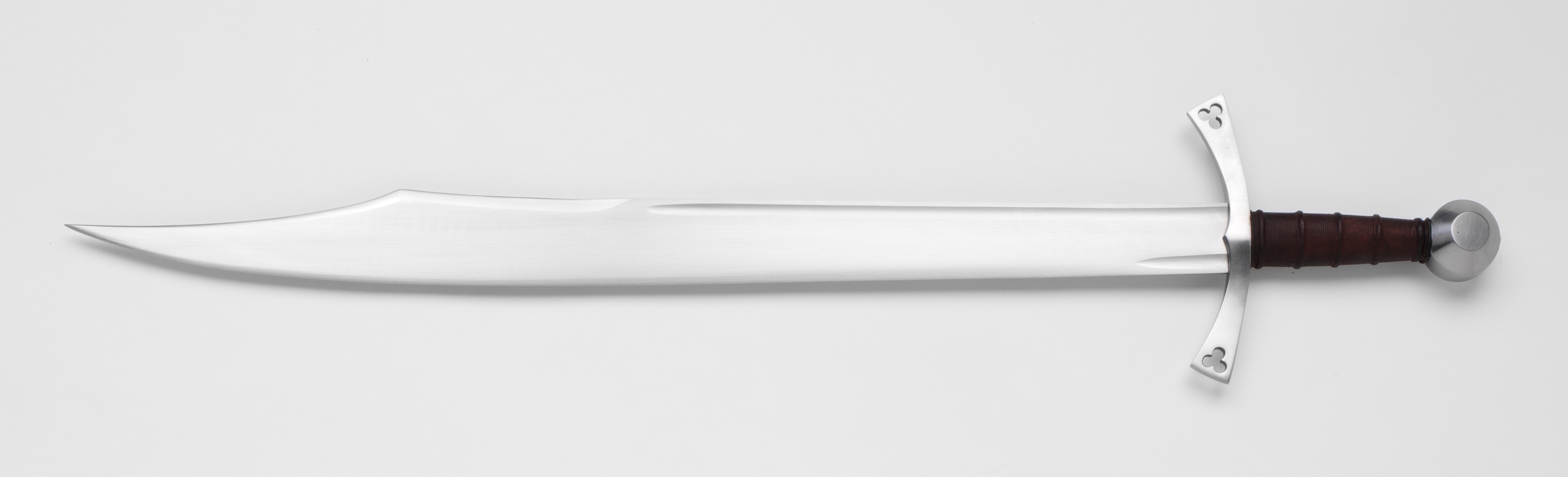
Falchion typu Thorpe

Datujeme jej do 14. století, konkrétně pak do roku 1320.
Byl vytvořen s přihlédnutím k postupnému zlepšování plátnéřského řemesla. Už se nepoužívalo pouze kroužkové brnění, nýbrž i pláty, ve kterých bylo nutné hledat skuliny. Proto byl falchion typu Thorpe směrem ke špici šikovně zúžen. Tím se vytvořil poměrně ostrý hrot, kterým bylo možné proniknout právě oněmi mezerami v protivníkově zbroji.

### Conyers falchion
Conyers falchion je právě jeden z mála exemplářů, které se nám dochovaly dodnes. Nicméně oproti ostatním nalezeným je ve výborném stavu. Dnes je uchováván v pokladnici Durhamské katedrály.
Celková délka je 890 mm a váží 1300 gramů. Má zdobenou hrušku (na které je vyobrazen emblém draka) i křížovou záštitu. Ostří se ke konci rozšiřuje a tvoří jakoby vypouklé břicho, což mu propůjčuje výborné vlastnosti k sekání. Mnoho různých knih právě tento typ uvádí jako vzor falchionů.

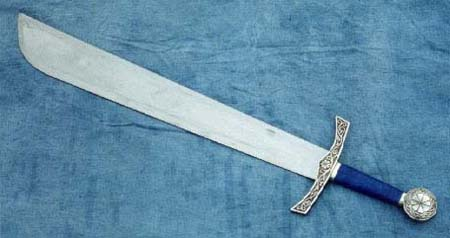
Falchion typu Conyers

K tomuto falchionu se navíc váže i jedna legenda, ve které jím měl Sir John Conyers zabít hrozivého draka zvaného Sockburn Worm. Tento příběh měl podle některých zdrojů inspirovat spisovatele Lewise Carrolla k napsání básně Jabberwocky.